# Queen of the South Football Club
El Queen of the South Football Club es un club de fútbol de Escocia, con sede en Dumfries. Fue fundado en 1919 y compite en la Scottish League One, tercera categoría del fútbol escocés.
Apodados oficialmente Los Doonhamers, pero usualmente referidos como Queens y a veces QoS (como también está listado en la insignia del club), su casa desde su fundación ha sido el Palmerston Park.
El club ha ganado honores nacionales, entre los que cabe destacar los títulos de 1950-51 de la División B, de 2001-02 de la Segunda División de Escocia y la Challenge Cup de Escocia de 2002-03. Mientras Queens lideraba la Primera División de Escocia hasta la Navidad de la temporada 1953-54, su lugar más alto en la tabla de posiciones de esta liga fue el cuarto en la temporada 1933-34. Su carrera más larga en la copa fue en la Copa de Escocia del 2007-08, en la cual llegaron a la final y finalizaron subcampeones.

## Historia

### Fundación y primeros éxitos

#### Nombre del club y fundación
Dumfries obtuvo su apodo de Queen of the South de David Dunbar, un poeta local, que en 1857 apoyó al Parlamento en la Elección General. En uno de sus discursos llamaba a Dumfries "Queen of the South" y este se transformó en un sinónimo con la ciudad.
Temprano en 1919, un puñado de entusiastas del fútbol de Dumfries se reunieron en sus casas para discutir no solo la restauración de un cronograma de encuentros de fútbol competitivos a nivel local (siguiendo el final de la Primera Guerra Mundial) pero también la formación a través de la fusión de un club de fútbol local para competir en un nivel más que local.
Una reunión pública fue arreglada en la municipalidad de Dumfries el 21 de marzo de 1919 para tratar la fusión propuesta y se aproximaron representantes de tres clubes de Dumfries y Maxwelltown:
- Dumfries F.C.
- The 5th Kirkcudbrightshire Rifle Volunteers / 5th Kings Own Scottish Borders Football Team
- Arrol-Johnston (El equipo de fútbol de una fábrica de automóviles)

En la reunión, el dignatario de Dumfries F.C declinó la invitación para unirse a la fusión de los clubes. Los otros dos clubes accedieron a la fusión.
Queen of the South fue el nombre que se le daría al nuevo club y se eligió a Palmerston Park (ya un establecido escenario de fútbol) como la casa del club.
Luego de cuatro partidos de prueba, el 16 de agosto de 1919 Queen of the South jugó su primer partido. Se mandaron invitaciones a concejales locales y magistrados, y la presencia de la banda de la ciudad (Dumfries Town Band) le agrgó sentido a la ocasión. El equipo rival era Nithsdale Wanderers de la zona de fábricas de Sanquhar y el de desafío terminó 2 a 2. Entre los jugadores que jugaron este primer partido se encontraba Ian Dickson, que en 1921 dejaría el club para irse a jugar al Aston Villa.
La insignia del club contiene el mismo lema que está en el blasón de la ciudad de Dumfries: A Lore Burne.
Queen of the South no tiene nada que ver con el equipo llamado Queen of the South Wanderers, que ha desaparecido en 1894.

#### Primeros días
Las primeras temporadas de Queens lo involucraron en torneos regionales.
El primer fixture competitivo de Queens fue el 6 de septiembre de 1919, en la clasificación para la Copa de Escocia contra Thornhill. Luego de un empate 1 a 1, Queens fue por un partido de desempate (jugado nuevamente en Palmerston). El primer partido de visitante de Queens coincidió con su primera derrota. Ambos llegaron dos rondas después en la misma competición, un partido de desempate de visitante contra Galston.
Muy temprano en sus carreras, la formación de Dave Halliday (1920) y de Hugh Gallacher (1921) en Queen of the South provó ser los comienzos de carreras exitosas por todos lados.
Jimmy McKinnel, de Dalbeattie, y Willie McCall y Tom Wylie fueron vendidos al Blackburn Rovers al mismo tiempo. Esto, combinado con la venta de Ian Dickson al Aston Villa, ayudaron a crear los fondos con los que se adquiriría Palmerston Park en 1921 por £1,500.
A un nivel regional, Queens ganó muchas en los torneos de los condados del sur. Jugando en la Western League, Queens era el líder en la temporada 1921-22. Willie Ferguson fue transferido al Chelsea F.C. antes del final de la temporada. Queens luego creó una especie de sensación de golpe con la contratación de Joe Dodds del Celtic F.C.. Con más experiencia en el campo proveída por el ex-Liverpool F.C., Bob McDougall, Queens ganó la Western League en 1922-23 con una campaña de 20 partidos de liga invictos.

#### Entrando a la Liga de Fútbol de Escocia
Queen of the South solicitó unirse a la Scottish League para las temporadas de 1921-22 y 1922-23, ambas sin éxito. La ambición se volvió frutos en 1923-24. De cualquier forma, Queens fue invitado a unirse a la Scottish Football League en su nivel más bajo, la recientemente creada Tercera División. Queens finalizó tercero. Su logro mayor en la temporada fue la clasificación de la Copa de Escocia. Allí considerablemente más prestigiosos que ahora, Queens se trajo la copa al sudoeste por primera vez en sus 25 años de historia. En el partido de desempate final, una corrida por la mitad del campo rival y un disparo de Bob McDermid (cedido a Queens de Rangers F.C. antes de pasar como capitán a Aberdeen F.C. abrió el marcador. Luego, el regateo de Mc Dermid dejó a Bert Lister anotar el segundo. El zurdazo de McDermid selló finalmente la victoria por 3 a 0 y Queens fue coronado. El tren que traía de vuelta a los jugadores y al trofeo a Dumfries fue interceptado por multitudes radiantes de alegría en los andenes y en las calles circundantes a la llegada. Luego, el equipo fue entretenido en la municipalidad en la calle Buccleuch.
El arquero Jimmy Coupland firmó en 1924 e hizo su debut a los 16 años. El primer éxito tangible de Queens en la liga nacional llegó en la segunda temporada de 1924-25 cuando, al terminar segundos, ganaron la promoción para la Segunda División.

## Récords

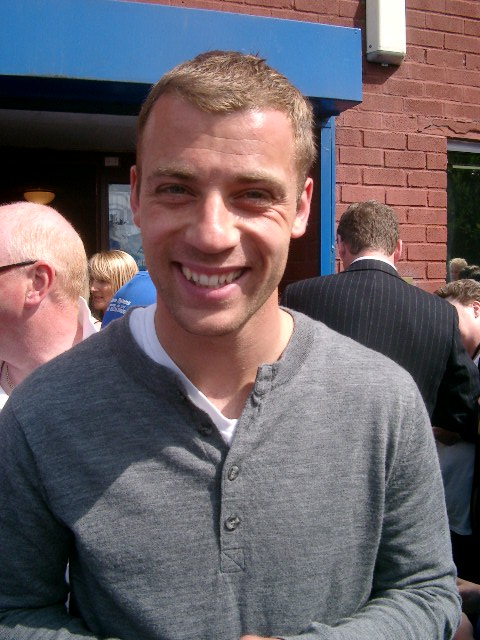
Andy Aitken, exjugador del equipo

- Más apariciones: Allan Ball – 731 (819 incluyendo fogueos, amistosos y homenajes) entre 1963 y 1982
- Más años como jugador: Iain McChesney – (1960 t- 1981) (615 juegos, 79 goles)[7]
- Goleador histórico: Jim Patterson – 251 goles (11 hat-tricks) en 462 juegos (1949 - 1963).
- Más goles en una temporada de Liga: Alexander "Jimmy" Gray – 37 goles (1927–28)
- Más goles en una temporada completa: Jimmy Rutherford – 41 goles (1931–32); Nicky Clark - 41 goles (2012-13)
- Mayor victoria: 11–1 vs. Stranraer; Scottish Cup; 16 de enero de 1932[8]
- Peor derrota: 2–10 vs. Dundee en el Dens Park; Scottish First Division; 1 de diciembre de 1962. El Queens jugó 78 minutos con 10 jugadores luego de que el portero George Farm se lesionara en el minuto 12 y fue sacado en camilla. el jugador del Dundee Alan Gilzean hizo 7 goles ese día. Dundee fue campeón ese año y jugó las semifinales de la European Cup que perdieron con quienes iban a ser los campeones, el AC Milan.[9]
- Mayor asistencia de local: 26,552 vs. Hearts; Scottish Cup ronda 3; 23 de febrero de 1952; Queens 1 Hearts 3[10]
- Mayor asistencia de local en un juego de Liga: 21,142 vs. Rangers; 6 de octubre de 1962; Queens 0 Rangers 4
- Mayor asistencia: 58,975; 5 de abril de 1950; Hampden; Scottish Cup replay de la semifinal, perdió ante el Rangers 0-3; 52,924 vieron el empate 1–1 4 días antes en Hampden.[11]
- Más puntos en una temporada (con el sistema de 2 puntos por victoria): 55; Segunda División de Escocia; (1985–86)
- Más puntos en una temporada (con el sistema de 3 puntos por victoria): 92; Segunda División de Escocia; (2012–13)
- Más convocatoria a la selección nacional de su país: Billy Houliston (3 veces; (1948–49); 3–2 vs Irlanda del Norte en Hampden (hizo 2 goles en su debut a los minutos 30 & 89), 3–1 v Inglaterra en Wembley y el 2–0 v Francia en Hampden.[11]
- Mayor compra: Andy Thomson; £250,000 del Southend United; 1994[12]
- Hat trick más rápido: Tommy Bryce Mark II; 1 minuto 46 segundos Guinness World Records en el triunfo 6–0 ante el Arbroath el 18 de diciembre de 1993. Los hizo a los minutos 8, 9 & 10y anotó un cuarto gol.[13]
- Gol más lejano: Ryan McCann – de 84 yardas en los cuartos de final de la Scottish Cup, ganaron 2–0 al Dundee el 8 de marzo de 2008.[8]
- Jugador más viejo en jugar para el equipo: Ally MacLeod vs. St. Mirren en la Reserve League West en abril de 1992. Jugó a los 61 años de edad.

## Entrenadores
- Comité (1919–1921)
- Joe Dodds (Jugador/Entrenador interino) (1922–1923)
- Mesa directiva (1924–1927)
- Alex Wright (1928–1931)
- Mesa directiva (1932–1934)
- George McLachlan (1935–1937)
- Willie Ferguson (1937–1938)
- Jimmy McKinnell Senior (1938–1946)
- Jimmy McKinnell Junior (1946–1961)
- George Farm (1961–1964)
- Mesa directiva (1964–1965)
- Bobby Shearer (Jugador/Entrenador interino) (1965–1966)
- Jackie Husband (1967–1968)
- Mesa directiva (1968–1970)
- Harold Davis (1970–1971)
- Jim Easton (Jugador/Entrenador) (1971–1973)
- Willie McLean (1973–1975)
- Mike Jackson (1975–1978)
- Willie Hunter (1978–1979)
- Billy Little (1979–1980)
- George Herd (1980–1981)
- Harry Hood (1981–1982)
- Drew Busby (Jugador/Entrenador) (1982–1984)
- Nobby Clark (1984–1986)
- Mike Jackson (1986–1987)
- Davie Wilson (1987–1989)
- Billy McLaren (1989–1990)
- Frank McGarvey (P/M) (1990–1991)
- Ally MacLeod (1991–1992)
- Derek Frye (Jugador/Entrenador interino) (1992–1993)
- Billy McLaren1 (1993–1996)
- Rowan Alexander & Mark Shanks (1996–1999)
- George Rowe & Ken Eadie (1999–2000)
- John Connolly (2000–2004)
- Iain Scott (2004–2005)
- Ian McCall (2005–2007)
- Gordon Chisholm (2007–2010)
- Kenny Brannigan (2010–2011)
- Gus MacPherson (2011–2012)
- Allan Johnston (Jugador/Entrenador) (2012–2013)
- Jim McIntyre (2013–2014)
- James Fowler (Jugador/Entrenador) (2014–2016)
- Gavin Skelton (Jugador/Entrenador) (2016)[14]
- Gary Naysmith (2016–2019)
- Allan Johnston (2019-2022)
- Willie Gibson (Jugador/Entrenador) (2022-)
- Marvin Bartley (2023-2024)
- Peter Murphy (2024-)

## Palmarés

### Torneos nacionales
- Segunda División de Escocia (1): 1950-51
- Tercera División de Escocia (2): 2001-02, 2012-13
- Scottish Challenge Cup (2): 2003, 2013

## Participación en competiciones de la UEFA
| Temporada | Torneo   | Ronda            | Club            | Casa | Visita | Global |
| --------- | -------- | ---------------- | --------------- | ---- | ------ | ------ |
| 2008–09   | UEFA Cup | Clasificatoria 2 | FC Nordsjælland | 1–2  | 1–2    | 2–4    |